# I Knew You Were Waiting (For Me)
I Knew You Were Waiting (For Me) ist ein Lied der US-amerikanischen Sängerin Aretha Franklin aus dem Jahr 1986, in Zusammenarbeit mit dem britischen Sänger George Michael.

## Entstehung und Veröffentlichung
Das Lied wurde von Simon Climie und Dennis Morgan getextet beziehungsweise komponiert. Für die Produktion zeichnete Narada Michael Walden verantwortlich. Das Stück wurde ursprünglich Aretha Franklin und Tina Turner als Solosingle angeboten. Arista-Chef Clive Davis kam auf die Idee, daraus ein Duett zu machen. George Michael fühlte sich unterlegen gegenüber der „Soul-Queen“, die Atmosphäre bei der Aufnahme wurde jedoch entspannt und freundlich.
Die Erstveröffentlichung von I Knew You Were Waiting (For Me) erfolgt als Teil von Aretha Franklins Studioalbum Aretha am 27. Oktober 1986 bei Arista Records (Katalognummer: ARCD 8442). Am 19. Januar 1987 erschien das Lied als Singleauskopplung aus dem Album. Diese erschien weltweit in diversen Ausführungen, die sich durch die Anzahl und Auswahl der B-Seiten unterscheiden. Die meisten erschienen als 7″- oder 12″-Single.

## Musikvideo
Das Video von Regisseur Andy Morahan ist minimalistisch gehalten. Zunächst singen die Künstler einzeln vor großen Bildschirmen. In der Mitte des Videos treffen sie aufeinander und performen gemeinsam.
Ein Standbild aus dem Video ist auch auf der Frontcover der Single zu sehen.

## Kommerzieller Erfolg

### Chartplatzierungen
Das Lied avancierte in den Vereinigten Staaten und im Vereinigten Königreich zum Nummer-eins-Hit. In beiden Ländern konnte es sich zwei Wochen an der Chartspitze platzieren.
| ChartsChartplatzierungen       | Höchstplatzierung | Wochen/ Monate |
| ------------------------------ | ----------------- | -------------- |
| Deutschland (GfK)              | 5 (13 Wo.)        | 13 Wo.         |
| Österreich (Ö3)                | 9 (3 Mt.)         | 3 Mt.          |
| Schweiz (IFPI)                 | 5 (11 Wo.)        | 11 Wo.         |
| Vereinigte Staaten (Billboard) | 1 (17 Wo.)        | 17 Wo.         |
| Vereinigtes Königreich (OCC)   | 1 (9 Wo.)         | 9 Wo.          |

| ChartsJahrescharts (1987)      | Platzierung |
| ------------------------------ | ----------- |
| Deutschland (GfK)              | 52          |
| Vereinigtes Königreich (OCC)   | 11          |
| Vereinigte Staaten (Billboard) | 36          |

### Auszeichnungen für Musikverkäufe
| Land/Region                  | Auszeichnungen für Musikverkäufe (Land/Region, Auszeichnung, Verkäufe) | Verkäufe |
| ---------------------------- | ---------------------------------------------------------------------- | -------- |
| Australien (ARIA)            | Gold                                                                   | 35.000   |
| Neuseeland (RMNZ)            | Gold                                                                   | 15.000   |
| Niederlande (NVPI)           | Gold                                                                   | 75.000   |
| Vereinigtes Königreich (BPI) | Platin                                                                 | 600.000  |
| Insgesamt                    | 3× Gold · 1× Platin ·                                                  | 725.000  |

Hauptartikel: George Michael/Auszeichnungen für Musikverkäufe

## Coverversionen
- 1987: The Shadows
- 1991: Bucks Fizz (Liveversion)
- 2001: Hear’Say
- 2008: Michael McDonald
- 2012: Marcia Griffiths feat. Duane Stephenson